# Enicospilus reti
Enicospilus reti là một loài tò vò trong họ Ichneumonidae.